# 안드린느 조이 존슨

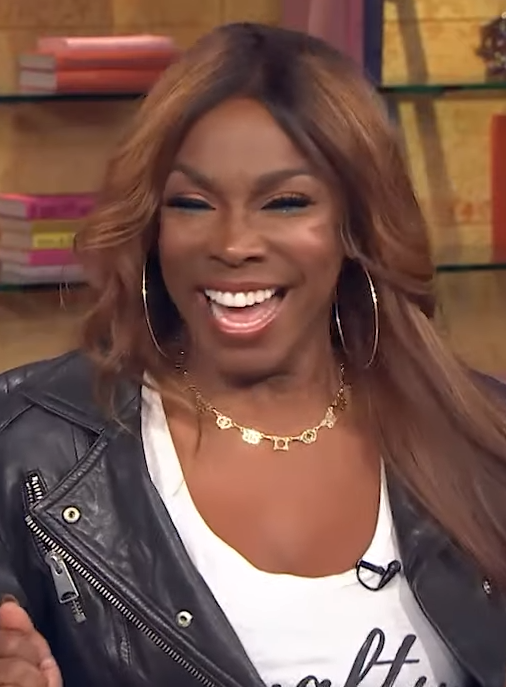

안드린느 조이 존슨(Adrienne-Joi Johnson, 1963년 9월 3일 ~ )은 미국의 배우, 텔레비전 배우, 영화배우이다.

## 영화
- 잉크웰 (1994년)
- 더블 폴리스 (1992년)
- 시스터 액트 (1992년)
- 사랑을 위하여 (1991년) - 샤우나 역
- 하우스 파티 (1990년)